# Musée du Pays de Luchon
Le musée du Pays de Luchon est installé depuis 1926, au 18, allées d'Etigny, au centre de Bagnères-de-Luchon dans le château Lafont-Lassalle, ou hôtel Lassus-Nestier.
La maison date du XVIIIe siècle et est inscrite par arrêté du 2 mars 1927. Son escalier est classé le 8 juin 1931. L'immeuble a été édifié en 1772 par Marc François Bertrand de Lassus-Nestier.
En 1922, l'Académie Julien Sacaze se fixe comme objectif la protection des richesses dispersées dans les Hautes Vallées du Comminges, le maintien des usages locaux et des traditions montagnardes pour s'engager dans la création d’un musée essentiellement luchonnais.

## Autres activités
Le musée est aussi le siège de l'Académie Julien Sacaze, une société savante parmi les plus anciennes d'Occitanie et abrite sa bibliothèque. L'office de tourisme occupe également une partie du rez-de-chaussée.

## Collections
Les collections sont multiples : 
- la collection ethnographique rassemblée par Louis Saudinos regroupant les outils et objets anciens, l'une des plus riches du Midi de la France,
- la collection Julien Sacaze composée des nombreuses pièces archéologiques trouvées dans le Pays de Luchon,
- la collection Bertrand de Gorsse offrant un ensemble de lithographies, dessins et estampes sur le Comminges,
- la collection Alban Rougé sur les sports d’hiver à Superbagnères,
- le souvenir d'Edmond Rostand et la fête des fleurs, d'Antoine Mégret d'Etigny
- le plan en relief Lézat,
- le développement du thermalisme
- la faune, la flore et la géologie locale

La richesse des collections fait envisager leur déménagement dans des locaux plus vastes

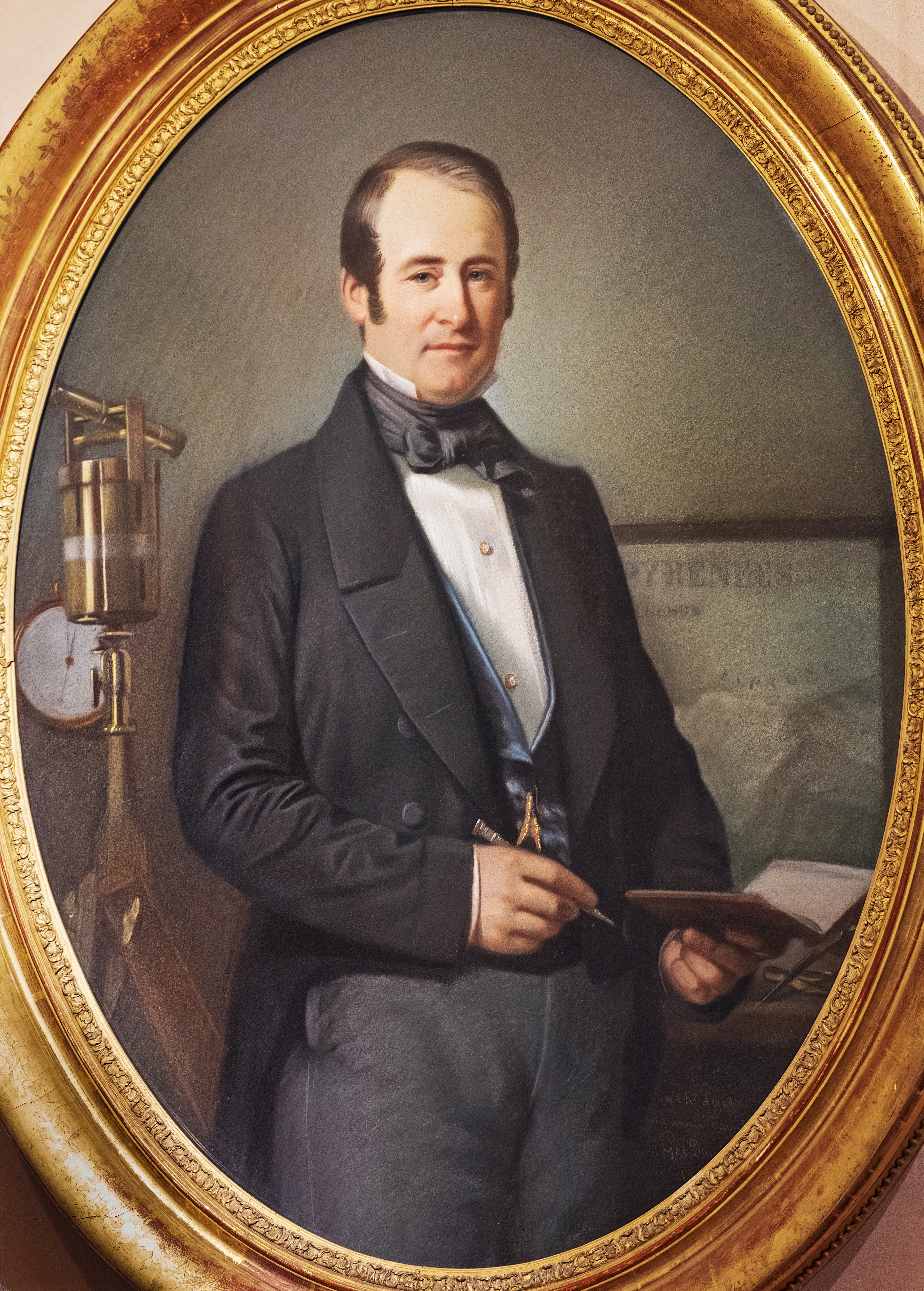
Portait de Toussaint Lézat (1853) Gabriel Durand.
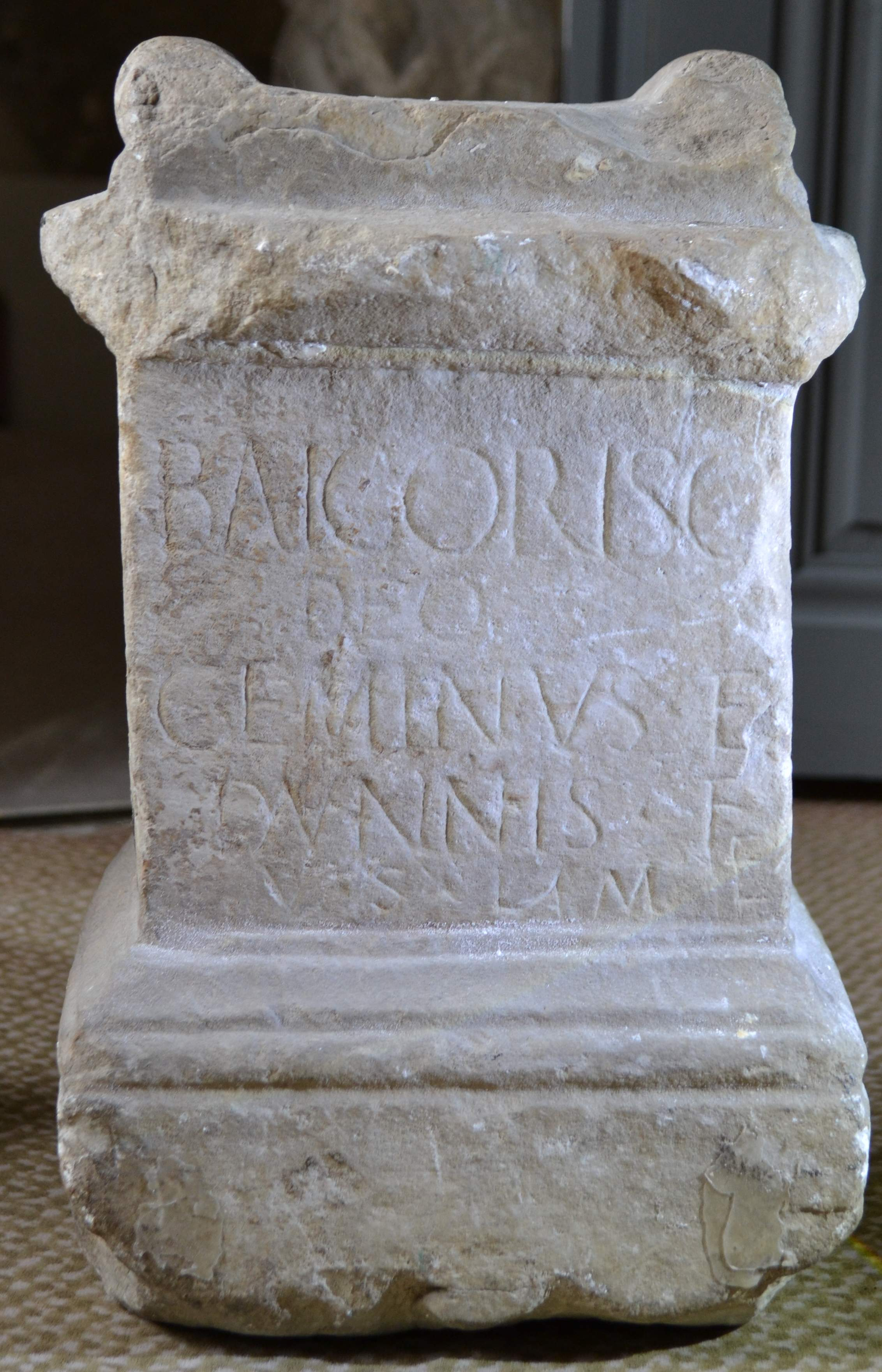
Pierre votive trouvée à Balesta, à un dieu appelé Baigori ou Baigoris.